# Dolichomitus billorum
Dolichomitus billorum är en stekelart som beskrevs av Ian D. Gauld 1991. Dolichomitus billorum ingår i släktet Dolichomitus och familjen brokparasitsteklar. Inga underarter finns listade i Catalogue of Life.